# Rio Balseiros
Rio Balseiros är ett vattendrag i Brasilien.   Det ligger i delstaten Maranhão, i den östra delen av landet, 1 200 km norr om huvudstaden Brasília.
Omgivningarna runt Rio Balseiros är huvudsakligen savann. Runt Rio Balseiros är det mycket glesbefolkat, med 7 invånare per kvadratkilometer.